# Jan Schoukens
Jan Schoukens  (2 januari 1941) is een Vlaams radiopresentator, producer en medeoprichter van de radiozender Studio Brussel.

## Biografie
Jan Schoukens begon zijn radiocarrière begin jaren 60 als presentator en muzieksamensteller van De Zesde Dag op aangeven van Bob Boon en ''Het Soldatenhalfuurtje' tijdens de legerdienst. Hij maakte toen ook het spraakmakende programma De Charme van het Chanson, dat gepresenteerd werd door tv-omroepster Aimée De Smet en hemzelf en samengesteld door Johan Anthierens. Vooral de concerten met Léo Ferré, Serge Gainsbourg, Juliette Gréco, Guy Béart, Anne Sylvestre en de ontdekking van Gerard Cox en Peter Blanker waren baanbrekend. Ook de rage van de Amerikaanse folk toentertijd werd belicht in Het groot liedboek, Americana en Hungry I (door Johan Thielemans).
In de jaren 60 en 70 was hij producer bij BRT 1 van onder andere Komt vrienden in de ronde (samen met Piet Theys), Show time (eerst met Julien Put en Jeanne Sneyers, daarna met Daniël Thielemans), Alle Hits aan dek samen met Bob Boon, Nachtvlinders met crooners en poëzie gelezen door Joanna Geldof, Splinternieuwtjes samen met Rudi Sinia, Jazz tussen de lakens met Marlene Edeling, de Sportmarathon (samen met Jan Wauters en gepresenteerd door Mick Clinckspoor, Gui Polspoel e.a.), De toptien der Nederlanden, de allereerste hitlijst van Nederlandstalige liedjes uit Vlaanderen en Nederland, gepresenteerd door hemzelf op zaterdag om 17 uur en samengesteld door de luisteraars. Te kust en te Keur kwam jarenlang telkens op 15 augustus van 13 tot 18 uur in de lucht. Het was een vakantieprogramma met reportages en livemuziek uit vier badsteden dat voor het eerst uitgezonden en gecoördineerd werd vanuit een glazen optrekje op de zeedijk (vakantiestudio 45 in Blankenberge). Tijdens de jaren 60 was Jan Schoukens ook een van de eerste grote voorvechters van de pop- en rockmuziek bij de BRT. Zo stampte hij de popsectie uit de grond, met legendarische namen als Mike Verdrengh, Jo met de Banjo, Zaki, Daniël Thielemans, Erik Dillens, Krijn Torringa en Felix Meurders. De popsectie kreeg hoofdzakelijk zendtijd op BRT 1, maar ook 6 uur extra van Jan Briers op BRT 2.
Als producer was hij de vaste stem van het Festivalorkest onder leiding van Fernand Terby en was hij verantwoordelijk voor de BRT-deelname aan de internationale festivals. Hij verzorgde ook de eerste stereo-uitzendingen op de klassieke FM-zender BRT 3. Na een conflict met de toenmalige productieleider Paul Van Dessel, dat voorpaginanieuws was in Het Laatste Nieuws, verhuisde hij in 1973 naar de sportredactie en daarna naar Omroep Brabant om een jaar later terug te keren naar BRT 1 als eerste producer. De horizontale programmering werd ingevoerd met Neem je tijd (met Bert Geenen, Mike Verdrengh en Jan Schoukens) en het unieke programma voor vooral vrachtwagenchauffeurs Tot uw dienst door Paul De Wyngaert, elke werkdag klokvast. Wie niet kijken wil, moet luisteren sloot elke werkdag af op BRT 1 (later Radio 1 genoemd). De presentatie was in handen van onder anderen Peter Van Beveren en Paul Codde. Tot slot creëerde hij op zondagmiddag De tijd van toen, met Jan Theys en het combo van Al Van Dam, een klassieker die jaren populair was bij de rijpe luisteraars en bij Vlaamse artiesten. Bekende buitenlandse namen ontbraken niet op de liveconcerten: Georges Guétary, Anton Karas, Georges Ulmer, Bob Scholte, Udo Jürgens, Johnny Jordaan, Tante Leen en anderen. In die periode ontdekte hij de muzieksamenstellers Jos Van Oosterwyck en Jokke Kerkhofs.
Schoukens was medeoprichter van de Vlaamse radiozender Studio Brussel, die er in 1983 kwam als reactie op de populariteit van de piratenradiozenders. Hij was van 1983 tot 1998 ook het eerste nethoofd van de zender. Zijn adjuncten waren Jan Hautekiet en Paul De Wyngaert. Daarnaast was hij ook al sedert 1978 actief als stichter van de BRT-verkeersredactie en de magazines Rij- en Vliegwerk, Toeternietoe en voerde hij de dagelijkse rubriek "In en om het verkeer" in. Dirk Somers, Bruno Raes, Dany Verstraeten, Rik Pareit, Ivan De Vadder, Paul D'Hoore, André Vermeulen, Eddy Temmerman en Chris Dusauchoit behoorden tot de eerste redacteurs.
Schoukens vertegenwoordigde ruim 30 jaar de Vlaamse omroep bij de Europese Radio-unie in Genève in de afdelingen lichte muziek, pop en spel en verkeersinformatie. Hij stond mee aan de wieg van de internationale schakelprogramma's The European Pop Jury en later The European Music Game.
In 1983 was hij korte tijd jurylid tijdens de voorselectie van Eurosong. Onder meer dankzij zijn stem werd toen de groep Pas de Deux naar het Eurovisiesongfestival gestuurd.
Schoukens werd in 2001 taaladviseur en -coördinator van de VTM-redactie. Schoukens heeft altijd veel aandacht gehad voor dictie en taalgebruik van zijn journalisten en presentators.